# Spyrydon (Holovastov)
Spyrydon (světským jménem: Serhij Mykolajovyč Holovastov; * 24. dubna 1975, Dnipropetrovsk) je ukrajinský duchovní Ukrajinské pravoslavné církve Moskevského patriarchátu, arcibiskup dobropilský a vikář kyjevské eparchie.

## Život
Narodil se 24. dubna 1975 v Dnipropetrovsku (dnes město Dnipro), ale vyrůstal v Dymytrově.
Po střední škole nastoupil na Oděský duchovní seminář. Dne 17. září 1993 byl biskupem doněckým a slavjanským Ipolytem (Chylkem) rukopoložen na diákona a 30. září na jereje. Stal se duchovním chrámu svatého Mikuláše v Krasnoarmejsku. Od března 1994 sloužil v Pokrovském chrámu ve vesnici Hryšyne Pokrovského rajónu.
Dne 16. srpna 1996 byl ve Svatohorské lávře archimandritou Arsenijem (Jakovenkem) postřižen na monacha se jménem Spyrydon na počest svatého Spyridona. Od 4. února 2000 byl představeným chrámu svatého Dimitrije v Dymytrově a 24. dubna 2002 byl povýšen na igumena. Roku 2006 se stal blagočinným Dymytrovského okruhu a následující rok byl povýšen na archimandritu.
Působil také jako duchovní Serhijevského ženského monastýru, jako předseda církevního soudu a představený chrámu svatého Viktora v Dymytrově.
Dne 25. května 2018 jej Svatý synod Ukrajinské pravoslavné církve zvolil biskupem dobropilským a vikářem horlivské eparchie. Biskupská chirotonie proběhla 17. června v Holosijivské pustyni v Kyjevě. Hlavním světitelem byl metropolita kyjevský a celé Ukrajiny Onufrij (Berezovskyj), který ho 17. srpna 2022 povýšil na arcibiskupa.
Dne 25. září 2023 byl osvobozen od funkce vikáře horlivské eparchie a převeden jako vikář kyjevské eparchie se zachováním titulu biskupa dobropilského.